# 霱公府
霱公府是原清朝镇国公溥霱的府邸，位于北京市西城区西绒线胡同51号。
霱公府原为贝子綿勳的府邸。光绪二十八年（1902年），綿勳的曾孙溥霱袭爵，封镇国公，此府自此改称“霱公府”。1924年，金城银行经理周作民购买该府作为寓所。1950年，政务院人民监察委员会曾在此办公。1959年，四川饭店在此开办至今。 